# Azienda ospedaliera
Una azienda ospedaliera, in Italia, è una struttura di ricovero pubblica, facente parte del servizio sanitario nazionale, che svolge la funzione di ospedale, e adibita anche a prestazioni specialistiche ove ne ricorrano requisiti e presupposti.

## Storia
In precedenza essi erano istituti privati; dopo l'unità d'Italia, la legge 17 luglio 1890, n. 6972 ("legge Crispi") li qualificò come "istituti pubblici di assistenza e beneficenza" (IPAB); successivamente, la legge 12 febbraio 1968, n. 132 li trasformò in enti pubblici, con la legge 23 dicembre 1978, n. 833 - istitutiva del  servizio sanitario nazionale - gli ospedali di particolare rilevanza e grandezza, furono dotati di una autonomia speciale. Solo con la legge 30 dicembre 1992, n. 502 assunsero la denominazione di  azienda ospedaliera, generalmente sotto la direzione di una azienda sanitaria locale.
La legge 16 novembre 2001, n. 405 - di conversione del decreto legge 18 settembre 2001, n. 347 -  prevede la possibilità per le regioni italiane di istituire autonomamente le proprie aziende ospedaliere, nel rispetto delle linee guida fornite dalla stessa legge.
In Lombardia, in base alla  riforma Maroni di cui alla legge regionale 11 agosto 2015, n. 23 entrata in vigore il 1° gennaio 2016, le aziende ospedaliere prendono il nome di ASST (aziende socio-sanitarie territoriali), mentre le ASL (azienda sanitaria locale) prendono il nome di ATS (agenzie di tutela della salute).

## Caratteristiche
Le aziende ospedaliere assicurano attività sanitaria di specializzazione con dotazioni di tecnologie diagnostico-terapeutiche avanzate ed innovative e svolgono i compiti specificamente attribuiti dagli atti della programmazione regionale.
Sono dotate di un dipartimento di emergenza e accettazione (DEA). Delle particolari aziende ospedaliere sono le aziende di rilievo nazionale e di alta specializzazione (ARNAS).

### Classificazione
Secondo il decreto legge 13 settembre 2012, n. 158 - convertito in legge 8 novembre 2012, n. 189 vengono distinti in tre classi, a seconda del bacino di utenza:
- di base con un bacino compreso tra  80.000 e 150.000 abitanti, con pronto soccorso e un numero essenziale di specialità (di solito non sono aziende ospedaliere ma dipendono dalle ASL);
- di primo livello, con 150.000-300.000 abitanti, con dipartimenti di emergenza-urgenza e diverse specialità e tecnologie avanzate: ad esempio,  un pronto soccorso, un reparto medicina, un reparto chirurgia e dodici reparti specializzati;
- di secondo livello, tra 600.000 e 1.000.000 di abitanti, prevalentemente ospedali  di grandi dimensioni non scorporati dalla ASL e particolari specializzazioni,  ad esempio con l'aggiunta di neurochirurgia e cardiochirurgia.

### Organi
Gli organi sono rappresentati da:
- Direttore generale;
- Collegio sindacale;
- Collegio di direzione.

Il Direttore Generale è supportato dal Direttore Amministrativo e dal Direttore Sanitario, entrambi scelti dal Direttore Generale stesso.
Per essi la legge prevede inoltre delle incompatibilità, in particolare i direttori:
- non possono essere eletti Sindaco, presidente di Provincia, Consigliere, Assessore comunale, Presidente o Assessore di comunità;
- non possono svolgere altre attività di lavoro subordinato.

### Requisiti
L'autonomia dall'ASL è stabilita dalla Regione, e può essere ottenuta se presente:
- un'organizzazione dipartimentale;
- un sistema di contabilità suddivisa per centri di costo;
- vi devono essere almeno tre unità operative di alta specializzazione;
- occorre la presenza del reparto di emergenza ed accettazione di secondo livello;
- vi devono essere programmi integrati di assistenza su base regionale e interregionale dove osserva il ruolo di ospedale di riferimento
- deve risultare un'attività di ricovero in degenza ordinaria per pazienti residenti in regioni diverse di almeno il 10% superiore rispetto ai valori medi della regione di appartenenza (si contano gli ultimi 3 anni)
- deve risultare un indice di complessità della casistica dei pazienti in ricovero ordinario di almeno il 20% superiore rispetto ai valori medi della regione di appartenenza (si contano gli ultimi 3 anni)
- un proprio patrimonio immobiliare che permette lo svolgimento delle attività istituzionali di tutela della salute e di erogazione di prestazioni sanitarie.

Il finanziamento dell'azienda ospedaliera è sostenuto dal bilancio regionale ma anche dal numero di ricoveri che sostiene ogni anno.

## Tipologie

### ARNAS
Delle particolari aziende ospedaliere sono le aziende di rilievo nazionale di alta specializzazione (ARNAS).

### IRCCS
Ci sono infine gli istituti di ricovero e cura a carattere scientifico (IRCCS), particolari aziende ospedaliere pubbliche o private, che svolgono attività di ricerca clinica, nonché di gestione di servizi sanitari d'eccellenza.

### Policlinici
Alcune particolari A.O. sono anche le aziende ospedaliero-universitarie, o "policlinici universitari", costituite con decreto del rettore delle università italiane, con funzione sia di assistenza sanitaria pubblica che didattica universitaria, e dotate di autonoma strategia gestionale. Nel contempo sono strutture sanitarie di ricovero e cura accreditate del servizio sanitario nazionale.